# Четрсе
Четрсе је јединствени обичај који се вековима практикује Штипу (Северна Македонија), на верски празник Светих 40 мученика, 22. марта. Тога дана људи свих генерација пењу се уз стрмо брдо Исар, на коме се налази истоимена средњовековна тврђава, у част 40 мученика из Севастије (Сиваса) и почетка пролећа. Успон прате традиционални ритуали, а на врху током целог дана свирају музички оркестри. Овај обичај у штипу се преноси генерацијама.
Године 2013. празник Четрсе уврштен је на Унескову листу нематеријалног културног наслеђа човечанства. Овај јединствени обичај прво је нематеријално културно наслеђе Македоније на овој листи.

## Ритуал
Свечаност почиње окупљањем учесника свих генерација на улицама и трговима Штипа, а затим сви заједно пешаче уз стрмо брдо Исар. Поворка се успут зауставља у цркви, како би одали светим четрдесет мученика. Према традицији, током успона  учесници морају да поздраве најмање 40 људи. Млади такође успут сакупљају 40 каменчића. Када се испну на врх 39 каменчића бацају у реку Брегалницу, а један увече стављају испод јастука јер ће тако, према веровању, сањати свог животног сапутника. Други сакупљају 40 цветова или гранчица са бадема који расту у близини. Током целог дана на брду свирају музички бендови.

## Културолошки значај
Овај обичај преноси се кроз генерације. Деца га први пут упознају пењући се уз Истар са својим родитељима. Овај пролећни догађај захтева несебичну сарадњу многих људи из свих старосних група, друштвених слојева и порекла, промовишући и подстичући тимски рад и солидарност. Прослава је такође прилика да се окупе припадници различитих верских и етничких група које живе у Штипу, чиме се одржава осећај припадности граду и његовим традицијама.